# Tribes: Vengeance
 (mai 2018).
Si vous disposez d'ouvrages ou d'articles de référence ou si vous connaissez des sites web de qualité traitant du thème abordé ici, merci de compléter l'article en donnant les références utiles à sa vérifiabilité et en les liant à la section « Notes et références ».
Tribes: Vengeance est un jeu vidéo de tir à la première personne développé par Irrational Games et édité par VU Games, sorti en 2004 sur Windows.

## Système de jeu
Pour la première fois dans la série Tribes, un mode solo est présent. Ce mode sert de didacticiel et a pour but d'amener le joueur à s’entraîner en vue du mode multijoueur. Ce jeu a un gameplay particulier, la présence de skis et du jetpack vont modifier la façon de jouer des joueurs, et oriente le jeu dans des combats aériens à toute vitesse.

### Différentes armes
- Lame d'énergie

- Lanceur de disques
- Mitrailleuse
- Fusil à impulsions
- Lance-grenades
- Grappin
- Lance-flammes
- Batterie de missiles
- Fusil de sniper
- Bouclier
- Mortier

### Armures et véhicules

#### Armures
- Armure légère : Taille = 1.9 m Puissance = 100 NGJ2 PV = 75
- Armure moyenne : Taille = 1.3 m Puissance = 105 NGJ2 PV = 100
- Armure lourde : Taille = 2.9 m Puissance = 125 NGJ2 PV = 190

#### Véhicules
- Rover (Véhicule de reconnaissance) Capacité spéciale : "speed boost" 2 places
- Jump Tank (Tank bondissant) Capacité spéciale : "Jump" 2 places
- Fighter pod (Véhicule de combat aérien) Capacité spéciale : "Dive wings / Vertical boost" 1 place
- Assault Ship (Bombardier d'assaut) Capacité spéciale : "Dive wings / Vertical boost" 3 places

### Combat aérien
La particularité de Tribes vengeance est son système de jetpack et de ski intégrés à l'armure de votre guerrier. Un bon dosage et un bon usage de ces deux éléments permettront au joueur de fendre l'air à toute vitesse et de battre ses adversaires en mode multijoueur.
L'utilisation de pack d'énergie, du grappin, ou encore de tremplins permettent aussi aux joueurs d'augmenter leur vitesse.

## Histoire
Dans le mode solo de Tribes vengeances, cinq personnages seront jouables à la suite. Le joueur oscillera entre des phases de jeu dans le présent, et des phases de jeu dans le passé, retraçant l'histoire des principaux protagonistes. Le scénario de la campagne solo mêle l'histoire de deux princesses impériales. La mère Victoria, dont les décisions vont influencer, le destin de l'univers entier ; et sa fille Julia, qui vingt ans plus tard devra assumer et gérer les conséquences de ces décisions. L'empire sera en permanence en conflit avec deux tribus importantes : "les phoenix" et les "blood eagles". Durant les vingt ans où l'histoire se déroule, l'empire tentera de s'imposer face aux tribus qui montent en puissance.
Dans le mode histoire, trois autres personnages sont jouables : Daniel, un lieutenant de la tribu Phoenix, soutenu par Jericho son frère, ainsi qu'un mystérieux assassin.
L'histoire prend place dans différents lieux, tels qu'un Vaisseau impérial, une base secrète Phoenix, Une prison impériale, Une arène, Un avant poste Blood eagles, etc.